# Calolydella peruviana
Calolydella peruviana là một loài ruồi trong họ Tachinidae.